# Дульбія
Дульбія́ (Дхульбія, Ду-ль-Бія) — невеликий острів в Червоному морі в архіпелазі Дахлак, належить Еритреї, адміністративно відноситься до району Дахлак регіону Семіен-Кей-Бахрі.

## Географія
Розташований на північний схід острова Дулакаль. Має видовжену овальну форму, довжина острова 3 км, ширина до 1 км. Окрім півдня острів облямований піщаними мілинами.